# Lekeitio
Lekeitio är en kommun i Spanien. Den ligger i Biscayaprovinsen i den autonoma regionen Baskien i norra delen av landet, 300 km norr om huvudstaden Madrid. Antalet invånare är 7 163 (2024). Arean är 1,79 kvadratkilometer. Lekeitio gränsar till Ispaster och Mendexa. 